# 第58回全国高等学校ラグビーフットボール大会
第58回全国高等学校ラグビーフットボール大会（だい58かいぜんこくこうとうがっこうラグビーフットボールたいかい）は、1978年（昭和53年）12月30日から1979年（昭和54年）1月7日まで近鉄花園ラグビー場にて行われた、全国高校ラグビー選手権である。優勝は東京都の国学院久我山高校（2回目）。

## 出場校
- 北北海道 旭川竜谷 （初出場）
- 南北海道 札幌清田 （初出場）
- 北東北 秋田工（秋田県）  （2年連続39回目）
- 中東北 黒沢尻工（岩手県） （2年連続10回目）
- 南東北 小名浜水産（福島県） （2年連続2回目）
- 東関東 日立一（茨城県） （初出場）
- 北関東 熊谷工（埼玉県） （3年連続11回目）
- 南関東 日川（山梨県） （2年ぶり10回目）
- 東京第1 国学院久我山 （2年ぶり9回目）
- 東京第2 目黒 （12年連続12回目）
- 神奈川 相模台工 （2年ぶり3回目）
- 北越 新潟工（新潟県） （13年連続13回目）
- 北陸 若狭農林（福井県） （2年ぶり4回目）
- 信静 清水南（静岡県） （4年連続7回目）
- 愛知 西陵商 （3年ぶり15回目）
- 三岐 関商工（岐阜県） （2年連続7回目）

- 京滋 花園（京都府） （11年連続14回目）
- 大阪第1 島本 （初出場）
- 大阪第2 茨田 （初出場）
- 兵庫 報徳学園 （4年連続11回目）
- 紀和 天理（奈良県） （5年連続35回目）
- 東中国 広島工（広島県） （11年連続12回目）
- 西中国 萩工（山口県） （7年ぶり3回目）
- 北四国 新田（愛媛県） （2年ぶり19回目）
- 南四国 貞光工（徳島県） （3年ぶり11回目）
- 福岡 筑紫 （3年ぶり2回目）
- 中九州 佐賀工（佐賀県） （2年ぶり8回目）
- 長崎 諫早農 （4年ぶり7回目）
- 大分 大分舞鶴 （2年ぶり18回目）
- 宮崎 高鍋 （3年ぶり3回目）
- 南九州 加治木工（鹿児島県） （3年連続3回目）
- 前年度優勝校:大阪工大高（大阪府） （6年連続7回目）

## 試合時間
1、2回戦は25分ハーフで行い、2回戦以降は30分ハーフで行う。同点で終了した場合は抽選にて次回出場校を決める。

## 試合

### 1回戦
- 熊谷工 30 - 10 島本
- 佐賀工 22 - 8 札幌清田
- 日立一 12 - 0 萩工
- 大分舞鶴 32 - 3 若狭農林
- 黒沢尻工 50 - 0 報徳学園
- 関商工 12 - 4 茨田
- 新潟工 3 - 3 広島工
- 小名浜水産 36 - 0 諫早農

- 天理 22 - 10 相模台工
- 目黒 8 - 3 大阪工大高
- 日川 29 - 12 新田
- 高鍋 50 - 0 旭川竜谷
- 加治木工 21 - 12 清水南
- 秋田工 31 - 6 貞光工
- 国学院久我山 39 - 6 花園
- 西陵商 30 - 0 筑紫

### 2回戦
- 熊谷工 28 - 19 佐賀工
- 大分舞鶴 40 - 12 日立一
- 黒沢尻工 19 - 6 関商工
- 小名浜水産 21 - 11 新潟工

- 目黒 22 - 0 天理
- 高鍋 20 - 14 日川
- 秋田工 44 - 12 加治木工
- 国学院久我山 50 - 6 西陵商

### 準々決勝
- 大分舞鶴 21 - 16 熊谷工
- 黒沢尻工 48 - 0 小名浜水産

- 目黒 32 - 8 高鍋
- 国学院久我山 12 - 6 秋田工

### 準決勝
- 黒沢尻工 18 - 10 大分舞鶴
- 国学院久我山 32 - 0 目黒

### 決勝
- 国学院久我山（3年ぶり2回目） 40 - 6 黒沢尻工

## 関連試合

### 第6回高校東西対抗試合
- 大会で特に活躍した選手を選抜したうえで東西に分かれて行ういわば高校ラグビー版オールスターゲームである。

東軍監督中村誠、西軍監督三重野達、1979年1月21日 瑞穂ラグビー場 試合結果西軍 12-7 東軍